# أستا هانسن
أستا هانسن (بالدنماركية: Asta Hansen)‏ هي ممثلة دنماركية، ولدت في 20 ديسمبر 1914 في Store Magleby ‏ في الدنمارك، وتوفيت في 21 أكتوبر 1962.

## وصلات خارجية
- أستا هانسن على موقع IMDb (الإنجليزية)
- أستا هانسن على موقع قاعدة بيانات الفيلم (الإنجليزية)
- أستا هانسن على موقع كينوبويسك (الروسية)